# Åreladning
Åreladning (venaesectio, phlebotomia, flebotomi) er en medicinsk behandlingsmetode, der stadig bruges i enkelte tilfælde. Behandlingen er kendt fra oldtiden og omtalt af blandt andre Hippokrates, Galenos, munken Beda og Henrik Harpestreng. Hensigten var gennem tapning af patientens blod at genoprette balancen mellem de fire kropsvæsker. Åreladning blev anvendt mod de fleste sygdomme. Ifølge Hippokrates snittede skytiske nomader sig bag ørerne, når de fik ledsmerter af ridning (den gang kendte man ikke stigbøjler).

## Historisk
Åreladning havde sin lægelige baggrund i læren om de fire temperamenter, udtrykt ved de fire legemsvæsker (blod, lymfe, lys og mørk galde). Så sent som i første halvdel af 1800-tallet benyttede både læger og menigmand sig af åreladning i stort omfang. Man så i blodudtømmelsen et renselsesmiddel for legemet, et middel til at blive af med de "onde safter", og dengang var det almindeligt at lade sig årelade én eller to gange om året, enten man fejlede noget eller ej. I byerne kunne man tidligere blive åreladt af den lokale barber, men på landet som oftest af smeden.
Man åbnede en blodåre med et skarpt instrument som en kniv eller sneppert. I Holbergs Barselstuen åbnes en åre på fodryggen, men i de allerfleste tilfælde benyttede man dog en af de store, overfladiske blodårer i albuebøjningen (navnlig vena mediana).

## Moderne brug
Selvom man er kommet frem til, at teknikken er virkningsløs, bruges det dog stadig ved behandling af enkelte sygdomme, typisk hvor man ønsker at nedbringe en forhøjet blodprocent, som for eksempel ved hæmokromatose (forhøjet jernindhold i blodet), eller polycythæmia vera (en blodkræftsygdom).

### Teknik
Åreladningen foregår ved at man tapper op til 500 ml blod fra en vene i albuebøjningen. På grund af mængden er det vigtigt, at man samtidig tilfører 500 ml væske i form af saltvand og eventuelt et jerntilskud.